# Cybaeota calcarata
Espèce
Synonymes
- Liocranum calcaratum Emerton, 1911

Cybaeota calcarata est une espèce d'araignées aranéomorphes de la famille des Cybaeidae.

## Distribution
Cette espèce se rencontre au Canada au Manitoba, en Ontario, au Québec et à Terre-Neuve et aux États-Unis au New Hampshire, au Massachusetts, dans l'État de New York et au Michigan,.

## Publication originale
- Emerton, 1911 : New spiders from New England. Transactions of the Connecticut Academy of Arts and Sciences, vol. 16, p. 383-407 (texte intégral).